# (10611) Yanjici
(10611) Yanjici (1997 BB1) – planetoida z pasa głównego asteroid okrążająca Słońce w ciągu 5,70 lat w średniej odległości 3,19 j.a. Została odkryta 12 stycznia 1997 roku w ramach programu Beijing Schmidt CCD Asteroid Program.